# Maddalena Visconti
Maddalena Visconti of Magdalena van het Huis Visconti (Milaan, 1366 — Burghausen, 17 juli 1404) was gemalin van Frederik van Beieren-Landshut, hertog van het deelhertogdom Beieren-Landshut (1381-1393). Na de dood van haar echtgenoot was zij mede-regentes van het hertogdom (1393-1404), ten voordele van haar minderjarige zoon Hendrik XVI.

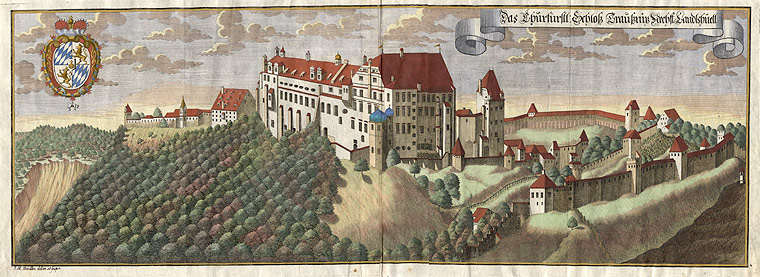
Kasteel Trausnitz in Landshut, het hertogelijk hof van Beieren-Landshut. Hier verbleef Maddalena en voedde zij de minderjarige hertog Hendrik XVI op.

Zij was een van de vijftien kinderen van het heersend echtpaar over Milaan, Bernabò Visconti en Beatrice della Scala, bijgenaamd Regina (Latijn: Koningin) zelf afkomstig uit Verona. Haar ouders zochten in de huwelijken van hun kinderen steun van Rooms-Duitse vorsten voor de oorlogspolitiek van Milaan. Meerdere kinderen Visconti huwden zo met een lid van het Huis Wittelsbach uit Beieren. Zo huwde Maddalena in Landshut (1381) met Frederik, eerste hertog van het deelhertogdom Beieren-Landshut. Het was het tweede huwelijk van hertog Frederik. Zij verbleven op het kasteel Trausnitz, in de hertogelijke hoofdstad Landshut.
Haar broer Marco huwde met haar stiefdochter Isabella van Beieren, dochter van Frederik met zijn eerste vrouw Anna van Neuffen (gestorven 1380).
Na de dood van hertog Frederik (1393) werd de hertogin-weduwe Maddalena een van de drie regenten voor de minderjarige hertog Hendrik XVI. De andere twee regenten waren de hertogen van Beieren-Ingolstadt en Beieren-München, haar twee schoonbroers en (later) de twee neven van haar overleden man. De Beierse schoonfamilie wou maar al te graag de opdeling van Beieren tenietdoen en het stuk Beieren-Landshut annexeren. Maddalena verleende gunsten aan de landsadel van Beieren-Landshut en kon dankzij deze lokale steun de bemoeienissen van de andere Beierse hertogen tegenhouden.

## Kinderen
- Elisabeth (1383-1442), huwde in 1401 met keurvorst Frederik I van Brandenburg
- Margaretha (1384)
- Hendrik XVI (1386-1450), hertog van Beieren-Landshut
- Magdalena van Beieren (1388-1410), huwde in 1404 met Jan Meinhard VII van Gorizia, paltsgraaf van Karinthië en graaf van Kirchberg
- Johan (1390-1396)

Zij stierf in 1404 in het slot van Burghausen. Haar zoon Hendrik XVI, bijgenaamd de Rijke, stond volledig klaar voor de troon.